# Мечеть Нур (Алжир)
Мечеть Нур (араб. مسجد النور) — мечеть в місті Алжир, побудована в 1974, за стінами Старої касби Алжиру. Розташована на Національному шосе №11 неподалік порту. В даний момент мечеть знаходиться в управлінні міністерства у справах релігії.